# Kaborno
Kaborno (Duits: Kalborno; 1934-1945: Kalborn) is een plaats in de gemeente Purda in woiwodschap Ermland-Mazurië, Polen.